# 2162 Anhui
2161 Anhui (1966 BE) là một tiểu hành tinh vành đai chính được phát hiện ngày 30 tháng 1 năm 1966 ở Đài thiên văn Tử Kim Sơn ở Nam Kinh, Trung Quốc.
Tên gọi lấy theo tên tỉnh An Huy